# 褚湛之
褚湛之（ちょ たんし、義熙7年（411年）- 大明4年5月25日（460年6月29日））は、南朝宋の官僚。字は休玄。本貫は河南郡陽翟県。

## 経歴
褚秀之（褚淡之・褚裕之の兄）の子として生まれた。劉裕の七女の始安公主を妻に迎え、駙馬都尉・著作郎に任じられた。始安公主が死去すると、劉裕の五女の呉郡公主を後妻に迎えた。公主の夫たちは実務の才能のない者ばかりだったが、湛之は謹直で才幹を見せたため、文帝に知られるようになった。揚武将軍・南彭城沛二郡太守・太子中庶子・司徒左長史・侍中・左衛将軍・左民尚書・丹陽尹を歴任した。元嘉30年（453年）、劉劭が文帝を殺害して帝を称すると、湛之はその下で吏部尚書となり、輔国将軍・丹陽尹として出され、石頭の軍事を統轄した。
孝武帝が劉劭を討つべく起兵すると、劉劭は自ら新亭塁を攻撃した。湛之は劉劭の命を受けて水軍を率い進軍した。湛之は子の褚淵・褚澄を連れて軽船で南に逃れ、孝武帝に投降した。6月、尚書右僕射に任じられた。孝建元年（454年）、中書令・丹陽尹となった。南郡王劉義宣の諸子たちが丹陽に逃れて匿われたため、罪に連座して建康県令の王興之と江寧県令の沈道源が獄に下り、湛之は免官されて禁錮を受けた。この年のうちに、散騎常侍・左衛将軍として復帰した。まもなく侍中に転じた。病のために職を退き、散騎常侍・光禄大夫の位を受け、金章紫綬を加えられた。ほどなくまた丹陽尹となった。大明2年（458年）2月、尚書左僕射に上った。都郷侯の爵位を受けた。
大明4年5月丙戌（460年6月29日）、死去した。享年は50。侍中・特進・驃騎将軍の位を追贈された。諡は敬侯といった。

## 子女
- 褚淵
- 褚澄（褚令璩の父）
- 女（劉濬の妻）

## 伝記資料
- 『宋書』巻52 列伝第12
- 『南史』巻28 列伝第18